# اوپل تیگرا

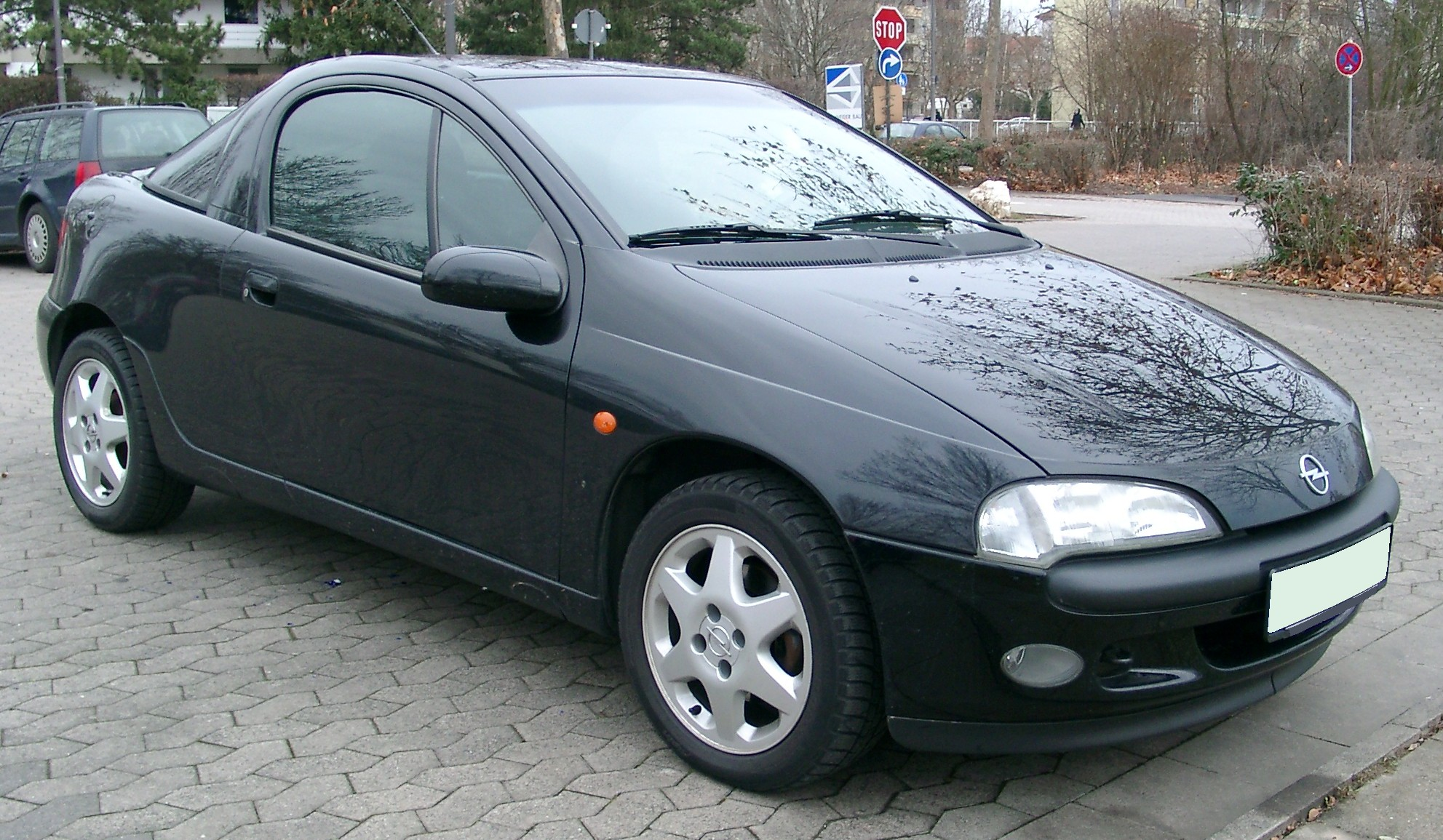

اوپل تیگرا (Opel Tigra) خودرویی است که در سال‌های ۱۹۹۴ تا ۲۰۰۰۲۰۰۴–۲۰۰۹ (TwinTop)تولید شده‌است.
این خودرو در کلاس خودرو اسپورت قرار گرفته، طراحی آن خودروهای موتور جلو-محور جلو بوده‌است. نامی که برای اپل تیگرا برگرفته شده‌است تنها با تغیرات جزئی از ببر انتخاب شد.
البته این مدل کپی شده از Corsa است، که با تغیرات کوپه این محصول پدید آمده‌است و یکی از پرفروشترین کوپه‌ها در سال ۱۹۹۵ در آلمان، بود که افتخاری برای شرکت اپل به حساب می‌آمد. یکی از موفق‌ترین طراحی‌های اعمال شده Corsa B تیگرا کوپه است که یکی از مقرون به صرفه‌ترین خودروهای روز برای جوانان به حساب می‌آید و در نوع خود از نظر شاسی و رانندگی از کلاسهای مدرن به حساب می‌آید. 
یکی از دلایل موفقیت این خودرو قیمت و اقتصادی بودن آن است. با وجودی که قسمت عقب در کورسا را تغییراتی داده‌اند اما در عوض پنجره عقب دارای ابعاد بزرگ و داخلی روشن است و نما و جلوه خاصی را به این خودرو می‌دهد. یکی دیگر از مزیت‌های این خودرو تمام دستگاه‌های ایمنی موجود در آن است. به عنوان مثال، کیسه هوا برای راننده و مسافر صندلی جلو و موارد دیگر.
اپل Tigra همچنین به عنوان TwinTop Tigra بین سالهای ۲۰۰۴ تا ۲۰۰۹ شناخته شده بود. نام این خودور که دو نوع خاص بود و توسط یکی از مهندسین خودروساز آلمانی اپل انتخاب و تولید، شده بود؛ اما هر دو کپی و بر اساس تکرارهای مختلف Corsa supermini که در اسپانیا ساخته شده بود است و نوع دوم هم در فرانسه ساخته شده بود. 
اولین Tigra کوچک ۲+۲ کوپه، از سال ۱۹۹۴ تا ۲۰۰۰ وارد بازار شد. Tigra در بریتانیا به عنوان واکسهال Tigra به فروش می‌رسد. در استرالیا به عنوان هولدن Tigra، و در برزیل، آرژانتین و مکزیک به عنوان شورلت Tigra به فروش می‌رسید.
تیگرا برای اولین بار در مفهوم ماشین کوپه در فرانکفورت طراحی و وارد بازار شد.در سال ۱۹۹۳ خودرو مورد نظر نشان از یک مدل ببر خاموش و وحشی بودتحت عنوان Tigra off-roader/pick-up. تیگرا بر روی پلت فرم نسل دوم اپل Corsa ساخته شده‌است.
تولید خودرو در اوایل سال ۱۹۹۴ معرفی شد که در کارخانه اپل در ساراگوسا در اسپانیا ساخته شده بود. مبنای Tigra بر روی خودروهای مفهومی ببر قرار شد و بر روی پلت فرم نسل دوم اپل Corsa و Tigra مشترک بدون پانل‌های مشترک با Corsa ساخته شود.
طرح‌های داخلی متفاوت بود، با ۲۲ صندلی و ترکیب بندی رنگ که با توجه به کوپه بودن دارای ظاهری جمع و جور داشت.
Tigra با دو موتور بنزینی طراحی و تولید شده بود که هر دو از خانواده Ecotec در حجم 1.4 L با ۹۰ و PS 66 کیلو وات قدرت و انرژی تولید شده بود و نسخه اسپرت با موتوری بزرگتر، 1.6 L با 106 PS78 کیلو وات انرژی و قدرت طراحی و تولید شده بود. نکته جالب این است که در هر دو موتور DOHC 16 سوپاپ موتور با تزریق سوخت الکترونیکی بود. موتور کوچکتر با سرعت ۴-گیربکس اتوماتیک تولید شده بود.
مدل 1.6L با چراغ مه‌شکن جلو به عنوان استاندارد در دسترس کمی کمیاب تر بود.
سیستم تعلیق موتور بدون هیچ تغیر دقیقاً از مدل کورسا b کپی شده بود.
اما با این تفاوت که این سیستم توسط کمپانی معروف لوتوس که قبلاً توضیحات و معرفی شده‌است بهینه‌سازی شده بود با این تفاوت که از نظر وزن با کورسا ۱۵۰ کیلوگرم تفاوت داشت و در مدل ۱٫۶ شتاب در سرعت بالا بالاتر از ۲۰۳ کیلومتر / ساعت (۱۲۶ مایل در ساعت) به نسبت دنده‌های بالاتر، ضریب درگ پایین‌تر از ۰٫۳۱ و استاندارد ۱۵ "چرخ بر روی مدل‌های قوی تر به تولید و عرضه درآمد. با این حال، خودرو به اجرا درآمد، وزن اضافی، با ۱۵۰ کیلوگرم (۳۳۱ پوند) معادل بیش از مدل‌های Corsa موتوره. شتاب ۱۰٫۵ ثانیه، یک ثانیه کندتر از Corsa بود.
این خودرو در عنوان Tigra شورلت در برزیل و مکزیک، به بازار عرضه شده بود و به عنوان Tigra واکس هال در انگلستان به فروش می‌رسد. شورلت Tigra برزیل تنها برای چند ماه، وارد شد و بین اواخر سال ۱۹۹۸ تا ۱۹۹۹ عرضه شد.
با توجه به بحران، جنرال موتورز از وارد کردن ان به برزیل خودداری کرد و فقط 1.6 L مدل، وارد شد.
پس از یک غیبت چهار ساله در اکتبر سال ۲۰۰۴ برای یک ماشین جدید ورزشی مبتنی بر نسل سوم اپل Corsa TwinTop Tigra متولد شد. و آن را در بازارهای اپل کوپه دو نفره می‌شناختند.
کوپه ۲ نفره قابل تبدیل با جمع شدن بود. این Tigra توسط شخصی فرانسوی به نام coachbuilder Heuliez تولید شد. TwinTop Tigra نیز با دو موتور بنزین طراحی و در دسترس بود.

مدل پایه با 90 PS ۶۶ کیلو واتانرژی و قدرت و مدل 1.4 L و مدلEcotec 1.8 L از Corsa، با 125 PS92 کیلو وات کپی برداری شده بود که بعد از این نسل مدلی از فیات Multijet 1.3 دیزل به بازار ارائه شد که فقط از نظر اقتصادی طراحی و تولید شده بود که این محصول در سال ۲۰۰۵ معرفی شد و نسل دوم در استرالیا، به عنوان XC-از هولدن Tigraهای سریB بازار عرضه شده‌است.